# Casanova (revista em quadrinhos)
Casanova é uma revista em quadrinhos americana criada e produzida pelo roteirista Matt Fraction e pelos ilustradores Gabriel Bá e Fabio Moon. Publicada originalmente pela Image Comics, a série apresenta "Casanova Quinn", um jovem que se infiltra numa organização de espionagem que anteriormente tinha seu pai como membro, passando a atuar em diferentes universos paralelos. Por seu trabalho na série, Fraction foi indicado em 2013 ao Eisner Award de "Melhor Escritor".